# هنجار جنسی
هنجار جنسی معمولاً اشاره به هنجارهای شخصی یا اجتماعی دارد. بیشتر فرهنگها دارای هنجارهایی برای جنسیت شامل اعمال جنسی معینی بین افراد هستند، از قبیل سن قانونی ،هم‌خونی (به‌طور مثال:زنا با محارم)، نژاد (ازدواج خارج از نژاد) و جایگاه اجتماعی و اقتصادی افراد.